# Dinapigue
Dinapigue (Bayan ng Dinapigue) är en kommun i Filippinerna. Kommunen ligger på ön Luzon, och tillhör provinsen Isabela. Folkmängden uppgår till 3 171 invånare.
Dinapigue är indelat i 6 barangayer.